# Omloop van het Houtland 2014
L'Omloop van het Houtland 2014, settantesima edizione della corsa, valido come evento dell'UCI Europe Tour 2014 categoria 1.1, si svolse il 24 settembre 2014 per un percorso di 199,5 km. Fu vinto dal belga Jelle Wallays, che terminò la gara in 4h32'58" alla media di 43,58 km/h.
Furono 95 in totale i ciclisti che portarono a termine la gara.

## Squadre e corridori partecipanti
| N.      | Cod. | Squadra                     |
| ------- | ---- | --------------------------- |
| 1-8     | GIA  | Team Giant-Shimano          |
| 11-18   | LTB  | Lotto-Belisol               |
| 21-28   | OPQ  | Omega Pharma-Quickstep      |
| 31-38   | BEL  | Belkin Pro Cycling Team     |
| 41-48   | FDJ  | FDJ.fr                      |
| 51-58   | TNE  | Team NetApp-Endura          |
| 61-68   | TSV  | Topsport Vlaanderen-Baloise |
| 71-78   | WGG  | Wanty-Groupe Gobert         |
| 81-88   | RLM  | Roubaix-Lille Metropole     |
| 91-98   | LDT  | Leopard Development Team    |
| 101-108 | WBC  | Wallonie-Bruxelles          |

| N.      | Cod. | Squadra                       |
| ------- | ---- | ----------------------------- |
| 111-118 | VGS  | Vastgoedservice-Golden Palace |
| 121-128 | RIJ  | Cyclingteam De Rijke-Shanks   |
| 131-138 | TJO  | Team Joker                    |
| 141-148 | MET  | Metec-TKH                     |
| 151-158 | STG  | Team Stölting                 |
| 161-168 | SGT  | Team Stuttgart                |
| 171-178 | WIL  | Vérandas Willems              |
| 181-188 | JTW  | Josan-ToWin Cycling Team      |
| 191-198 | MMM  | Team 3M                       |
| 201-208 | VER  | Veranclassic-Doltcini         |

## Ordine d'arrivo (Top 10)
| Pos. | Corridore          | Squadra       | Tempo    |
| ---- | ------------------ | ------------- | -------- |
| 1    | Jelle Wallays      | Topsport      | 4h32'58" |
| 2    | Daniel Schorn      | NetApp-Endura | a 2"     |
| 3    | Coen Vermeltfoort  | De Rijke      | a 3"     |
| 4    | Tosh Van Der Sande | Lotto-Belisol | s.t.     |
| 5    | Julien Vermote     | Omega Pharma  | s.t.     |
| 6    | Bram Tankink       | Belkin        | s.t.     |
| 7    | Tom Van Asbroeck   | Topsport      | a 37"    |
| 8    | Phil Bauhaus       | Team Stölting | s.t.     |
| 9    | Jens Debusschere   | Lotto-Belisol | s.t.     |
| 10   | Yoeri Havik        | De Rijke      | s.t.     |